# Defense Innovation Advisory Board
El Defense Innovation Advisory Board, en català Junta d'assessorament en innovació, és una organització creada el 2016 amb l'objectiu d'incorporar la innovació tecnològica de Silicon Valley a l'Exèrcit dels Estats Units d'Amèrica. La junta està formada per dotze membres, entre els quals Eric Schmidt, de Google, té el rol de chair. Es reuneixen periòdicament amb el Secretari de Defensa dels Estats Units d'Amèrica.

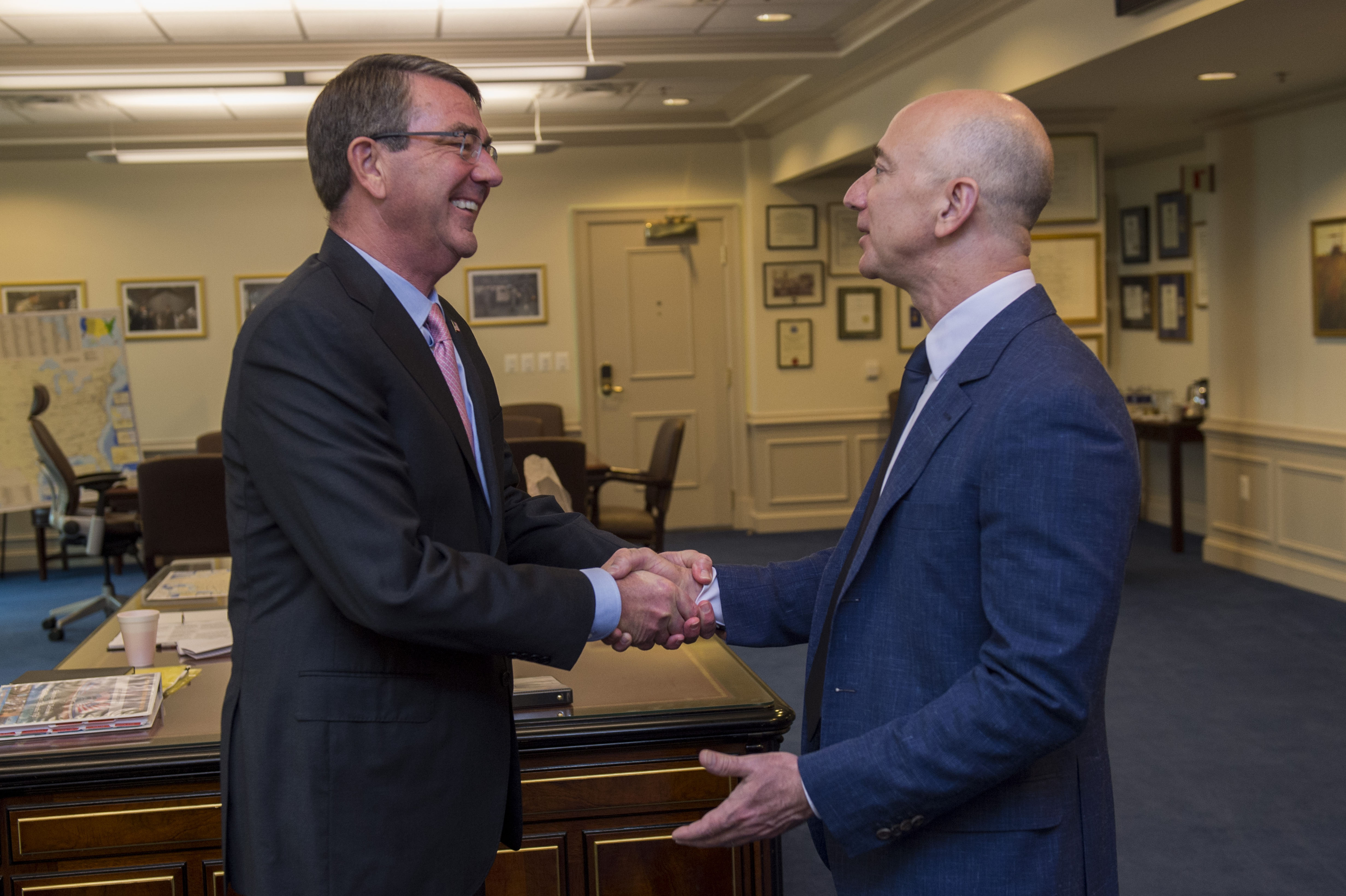
Jeff Bezos i Ash Carter

Ashton Carter, Secretari dels EUA de Defensa, va anunciar que la junta, definida seguint el model de la Defense Business Board, facilitaria que el Pentàgon adapti sistemes de treball més innovadors i adaptatius. Joshua Marcuse és l'actual Director Executiu de la junta.

## Membres de la junta
- Eric Schmidt - President
- Jeff Bezos
- Reid Hoffman
- William H. McRaven
- Walter Isaacson[3]
- Jennifer Pahlka
- Milo Medin
- Marne Levine
- Michael McQuade
- Adam Grant
- Richard M. Murray
- Cass Sunstein
- Danny Hillis
- Eric Lander
- Neil deGrasse Tyson[4]